# Белл-Глейд-Кэмп
Белл-Глейд-Кэмп (англ. Belle Glade Camp) — статистически обособленная местность, расположенная в округе Палм-Бич (штат Флорида, США) с населением в 1141 человек по статистическим данным переписи 2000 года.

## География
По данным Бюро переписи населения США статистически обособленная местность Белл-Глейд-Кэмп имеет общую площадь в 1,29 квадратных километров, водных ресурсов в черте населённого пункта не имеется.
Статистически обособленная местность Белл-Глейд-Кэмп расположена на высоте 3 м над уровнем моря.

## Демография
| Год переписи        | Нас. |  | %±     |
| ------------------- | ---- |  | ------ |
| 1950                | 1497 |  | —      |
| 1960                | 1658 |  | 10,8%  |
| 1970                | 1892 |  | 14,1%  |
| 1980                | 1645 |  | −13,1% |
| 1990                | 1616 |  | −1,8%  |
| 2000                | 1141 |  | −29,4% |
| 1950–2000 Источник: |      |  |        |

По данным переписи населения 2000 года в Белл-Глейд-Кэмп проживало 1141 человек, 232 семьи, насчитывалось 284 домашних хозяйств и 294 жилых дома. Средняя плотность населения составляла около 884,5 человек на один квадратный километр. Расовый состав населённого пункта распределился следующим образом: 13,15 % белых, 69,59 % — чёрных или афроамериканцев, 0,35 % — коренных американцев, 0,18 % — выходцев с тихоокеанских островов, 6,13 % — представителей смешанных рас, 10,60 % — других народностей. Испаноговорящие составили 23,66 % от всех жителей статистически обособленной местности.
Из 284 домашних хозяйств в 54,2 % воспитывали детей в возрасте до 18 лет, 35,9 % представляли собой совместно проживающие супружеские пары, в 29,6 % семей женщины проживали без мужей, 18,0 % не имели семей. 14,4 % от общего числа семей на момент переписи жили самостоятельно, при этом 2,5 % составили одинокие пожилые люди в возрасте 65 лет и старше. Средний размер домашнего хозяйства составил 4,02 человек, а средний размер семьи — 4,35 человек.
Население статистически обособленной местности по возрастному диапазону по данным переписи 2000 года распределилось следующим образом: 46,3 % — жители младше 18 лет, 11,4 % — между 18 и 24 годами, 26,3 % — от 25 до 44 лет, 12,8 % — от 45 до 64 лет и 3,2 % — в возрасте 65 лет и старше. Средний возраст жителей составил 20 лет. На каждые 100 женщин в Белл-Глейд-Кэмп приходилось 89,9 мужчин, при этом на каждые сто женщин 18 лет и старше приходилось 87,5 мужчин также старше 18 лет.
Средний доход на одно домашнее хозяйство статистически обособленной местности составил 20 278 долларов США, а средний доход на одну семью — 17 656 долларов. При этом мужчины имели средний доход в 22 574 доллара США в год против 15 455 долларов среднегодового дохода у женщин. Доход на душу населения статистически обособленной местности составил 20 278 долларов в год. 57,1 % от всего числа семей в населённом пункте и 62,1 % от всей численности населения находилось на момент переписи населения за чертой бедности, при этом 70,1 % из них были моложе 18 лет и 74,1 % — в возрасте 65 лет и старше.